# Ring (Rのアルバム)
『Ring』（リング）は、日本の歌手・R（愛内里菜）が2020年3月23日に自主レーベルのRunning Rabbitから発売した1枚目（他名義含め9枚目）のオリジナルアルバムである。

## 概要
- 2010年の歌手活動引退から約10年ぶりとなる復帰作。
- クラウドファンディングで集めた資金で制作された[1]。
- クラウドファンディング限定盤（フォトブック付）と通常盤の2形態で発売。実店舗の販売は福家書店のみとなっており、その他公式サイトオンラインショップ及びライブ会場で購入可能[2]。

## 収録曲
| 全作詞: R、全作曲・編曲: 石井健太郎。 |                          |       |            |      |
| #                                     | タイトル                 | 作詞  | 作曲・編曲 | 時間 |
| 1.                                    | 「CUE!」                 | -     | 石井健太郎 | 2:41 |
| 2.                                    | 「RISE」                 | R     | 石井健太郎 | 5:04 |
| 3.                                    | 「NO FADE OUT」          | R     | 石井健太郎 | 4:07 |
| 4.                                    | 「WARM PRAYER 祈りver.」 | R     | 石井健太郎 | 5:11 |
| 5.                                    | 「Mellow」               | R     | 石井健太郎 | 5:38 |
| 6.                                    | 「KISS KISS KISS」       | R     | 石井健太郎 | 5:00 |
| 7.                                    | 「メイサイ」             | R     | 石井健太郎 | 4:47 |
| 8.                                    | 「NOPE」                 | R     | 石井健太郎 | 3:27 |
| 9.                                    | 「PLAY HIGH feat. TKQ」  | R     | 石井健太郎 | 4:05 |
| 10.                                   | 「Ring」                 | R     | 石井健太郎 | 6:22 |
| 11.                                   | 「Mellow violin inst.」  | R     | 石井健太郎 | 2:42 |
| 12.                                   | 「NOPE 2023Ver.」        | R     | 石井健太郎 | 3:23 |
| 合計時間:                             | 合計時間:                | 52:27 |            |      |